# دبژنو-ویش
دبژنو-ویش (به لهستانی:  Debrzno-Wieś) یک روستا در لهستان است که در گمینا لیپکا واقع شده‌است. دبژنو-ویش ۳۰۰ نفر جمعیت دارد.